# LPAR
LPAR, do inglês logical partition, ou partição lógica é um subconjunto de recursos de hardware de um computador virtualizados como um computador separado. Uma máquina física pode dividir-se em múltiplas LPAR e a cada LPAR converte-se numa máquina virtual independente e pode conter sistema operativo diferente.
A tecnologia foi desenvolvida inicialmente por separado por Amdahl, Hitachi Data Systems e IBM para o mainframe de arquitetura ESSA/390 em meados dos anos 1980 e continuou também para zSeries. No entanto, IBM mais tarde estendeu a ideia para outros servidores mainframe, tais como iSeries e pSeries, em 1999 e 2001 respectivamente, ainda que com diferentes especificações técnicas.
Múltiplos sistemas operativos são compatíveis com LPAR, incluindo z/VOS, z/VM, z/VSE, z/TPF, AIX, GNU/Linux (incluindo Linux em zSeries) e i5/VOS. Em sistemas de armazenamento, tais como o IBM TotalStorage DS8000, podem permitir que múltiplas instâncias virtuais de um array de armazenamento existam dentro de uma mesma matriz física.
O particionamiento lógico realiza-se principalmente na capa de hardware. Dois LPAR podem ter acesso à memória de um chip de cor, dentro das faixas de direções alocados, diretamente sem sobreposição. Várias CPU podem usar-se para um LPAR ou uma CPU ser compartilhada entre várias LPAR. Uma partição pode controlar indirectamente memória controlada por outra partição mas só pelo comando de um processo da segunda partição. Conquanto num MDF de Amdahl é possível configurar uma LPAR com CPUs compartilhadas ou dedicadas não o é com todos os tipos de mainframes.
Em IBM os LPAR estão geridos pelo PR/SM. A modernos IBM operam exclusivamente em modo LPAR, inclusive quando só há uma partição lógica num host. Múltiplos LPAR podem formar um Sysplex ou Sysplex paralelo, já seja num host ou propagados através de múltiplos hosts.
Relativo a segurança permitem a combinação de múltiplos meios (desenvolvimento, provas de qualidade, produção, trabalho, etc.) no mesmo sistema, o que oferece muitas vantagens, como diminuição de custos e maior velocidade de despejo e maior comodidade sem afectar a esta característica. LPAR em mainframes de IBM estão certificados como Common Criteria EAL5, o que os faz equiparáveis a equipamentos separadas fisicamente, sem interconexão alguma, de modo que são apropriados para os mais altos requisitos de segurança, incluídos os de uso militar. Quase todos os mainframes de IBM correm com múltiplas LPAR (até 60 nos últimos modelos) de IBM System z9 e do sistema Z10.